# Nizjnije Sergi
Nizjnije Sergi (ryska Нижние Серги) är en stad i Sverdlovsk oblast i Ryssland. Den ligger floden Serga, 120 kilometer från Jekaterinburg. Folkmängden uppgår till cirka 10 000 invånare.

## Historia
Staden grundades 1743.